# Прілоадже
Прілоадже (рум. Priloage) — село у повіті Вилча в Румунії. Входить до складу комуни Кийнень.
Село розташоване на відстані 180 км на північний захід від Бухареста, 39 км на північ від Римніку-Вилчі, 131 км на північ від Крайови, 104 км на захід від Брашова.

## Населення
За даними перепису населення 2002 року у селі проживали 20 осіб, усі — румуни. Усі жителі села рідною мовою назвали румунську.